# Noret, Vansbro kommun
Noret är en bebyggelse i Järna socken i Vansbro kommun i Dalarnas län. Området utgjorde före 2015 en småort för att därefter ingå i tätorten Järna.